# Valle de Quencio
El Valle de Quencio, también conocido como Valle de Zitácuaro es una zona geográfica mexicana; localizado en la Región Zitácuaro del estado de Michoacán, y el occidente del Estado de México. Esta rodeado de montañas y cerros, entre los principales destaca el Cerro del Cacique y el Cerro Pelón o Monte Goatze. Abarca nueve municipios, el principal municipio y más importante es Zitácuaro, limita al este con el Valle de Toluca. 

## División política
El Valle de Quencio está integrado por los municipios de Zitácuaro, Ocampo, Susupuato, Benito Juárez (Michoacán), y en el Estado de México los de San José del Rincón, Villa de Allende, Villa Victoria, Ixtapan del Oro y Donato Guerra (municipio) de los cuales Zitácuaro es el más poblado y Susupuato el menos poblado.

## Clima
El valle tiene muchos climas debido a las alturas que posee, en los municipios de Ocampo, San José del Rincón, Villa de Allende, Ixtapan del Oro, Villa Victoria y Donato Guerra el clima predominante es templado mientras que en Zitácuaro y Susupuato es subtropical húmedo Cfa (templado subhúmedo) y en Benito Juárez pasa a ser Caluroso, las temperaturas en el valle ostentan de los 14 °C a los 25 °C en las partes templadas, y en las zonas calurosas y subtropicales las temperaturas son de los 17 °C a los 33 °C anuales, los meses más calurosos son de marzo a julio y la temporada de lluvias solo dura aproximadamente dos meses agosto y septiembre. El clima ha cambiado mucho en los últimos 300 años, debido al proceso de urbanización ocurrido en el área del valle.

## Ubicación
Se localiza en la región o zona oriente de Michoacán y el oeste del Estado de México. Hacia el norte del valle en el municipio de Ocampo se localiza la Sierra Chincua, la cual es un conjunto de montañas con alturas que sobrepasan los 3000 metros sobre nivel del mal. En el Valle de Quencio se encuentra Heroica Zitácuaro, la cuarta ciudad más poblada de Michoacán y la primera en la Zona Oriente del mismo estado con una población alrededor de los 175 000 habitantes, mientras que la población total del Municipio de Zitácuaro sobrepasa los 185 000 habitantes.

## Historia
En el Valle de Quencio o también llamado Valle de Zitácuaro, se encontró la cultura mexica o azteca siendo una de las más importantes en la historia de México y que por su clima, diversidad de especies y vegetales en el área se pudo desarrollar la vida. 
Los vestigios arqueológicos descubiertos muestran cómo fue la vida en las diferentes etapas del desarrollo de la civilización local. Se sabe que los aztecas fueron los primeros en habitar el valle gracias a las investigaciones arqueológicas. En el siglo XX fue encontrada la zona arqueológica conocida como Ziráhuato, llamada así por la cercanía con el pueblo de Ziráhuato, pero el nombre del recinto es acreditado por "Coate'pec", que tiene varios significados ("El cerro de la serpiente", "El santuario de la serpiente" y "El cerro donde se esconde la serpiente"), todos estos haciendo alusión al dios Quetzalcóatl las pirámides datan del 1458 d. C. aunque se cree que pueden llevar más tiempo de su construcción. 
Las investigaciones realizadas nos hablan de que además de esta zona arqueológica en el Valle de Quencio pueden existir dos más (en el municipio de Juárez) que hasta nuestros días no han sido descubiertas, pero sí se han encontrado otros vestigios como hachas, cuchillos, y estatuillas (ubicación, cerro colorado, municipio de Juárez Michoacán) que se encuentran bajo resguardo del Instituto Nacional de Antropología e Historia. El recinto tenía como objetivo vigilar desde lo alto del cerro donde se encuentra la frontera entre el antiguo vecino imperio purépecha, y llevar a cabo ceremonias que el tonalpohualli marcaba hasta la entronización de tlatoanis y funerales de viejos gobernantes.
En esta zona arqueológica se situó la frontera entre los Aztecas y Purépechas, donde se suscitaron importantes conflictos entre estas dos culturas. Durante la conquista de los españoles a México, en el valle participaron los Mexicas en resistencia en contra de los españoles y al mando de Huitzilopochtli y Cuanicuti, defendiendo la gran Tenochtitlan. Zitácuaro, fue conquistada espiritualmente por los frailes franciscanos, a mediados del siglo XVI y se entregó en encomienda a Gonzalo Salazar.